# エキセントリック (曲)
「エキセントリック」は、日本の女性アイドルグループ欅坂46の楽曲。この楽曲は元々グループの4作目シングル表題曲候補の楽曲で、最終的にシングル化は見送られたものの、4作目のCDシングル『不協和音』のカップリング曲並びにデビュー・アルバム『真っ白なものは汚したくなる』のアルバム曲として収録されるに至っている。音楽性として、「エキセントリック」はクラブジャズ風のシティ・ポップソングであり、歌詞はマジョリティーの中での孤独が表現されている。
この楽曲は、Billboard Japan Hot 100チャートにおいて最高12位を記録。また付随する楽曲のミュージック・ビデオは池田一真が監督を務めた。ビデオは木造校舎内でメンバーが激しい雨風に打たれながら踊るシーンなどいくつかの場面で構成され、批評家からは映画『台風クラブ』のオマージュだと評されている。その他楽曲は、自身の『デビュー1周年記念ライブ』や『GirlsAward 2017 SPRING/SUMMER』でもライブ・パフォーマンスされている。

## 背景とリリース、構成
プロデューサー秋元康のメッセージアプリ755の公式アカウント投稿によると、彼女らの4作目のシングル選出に当たり、「エキセントリック」は「不協和音」と共にシングル表題曲候補の楽曲であった。しかしながら、最終的には「不協和音」がシングル表題曲として選出され、「エキセントリック」は同シングルのカップリング曲として収録されることとなった。この楽曲は、2017年3月24日に放送されたTOKYO FMのラジオ番組『SCHOOL OF LOCK!』で宇宙初オンエアとなり、曲が解禁された。さらに日本テレビのドラマシリーズ『残酷な観客達』の主題歌としても使用された。
「エキセントリック」は、四つ打ちのバスドラムにピアノのメロディーが乗った、クラブジャズ風のシティ・ポップソングである。シティポップサウンドに乗せ、特にAメロでは1990年代J-POP風のラップで歌唱する構成となっている。歌詞はシニカルな内容で、曲のサビでは「I am eccentric 変わり者でいい」と歌われ、リアルサウンドによるとマジョリティーの中での孤独が表現されている。

## チャート成績
「エキセントリック」は、2017年4月17日付のBillboard Japan Hot 100に94位で初登場した。同年5月1日付では92位まで上昇するも、しばらくは100位圏外に沈んだ。2017年7月17日付では同チャートを構成する5要素のうち、セールス28位、動画再生回数13位、Twitter1位（週間4万6000ツイート）とポイントを稼ぎ、総合12位でまで急上昇した。その後も同チャートにおいては総合21位、48位と推移し、同年8月7日付時点において68位と100位圏内に留まっている。Billboard Japan Hot Buzz Songチャートにおいても最高7位を記録している。

## ミュージック・ビデオ
「エキセントリック」のミュージック・ビデオは、2017年7月5日に欅坂46のオフィシャルYouTubeチャンネルで公開された。ビデオは過去「サイレントマジョリティー」や「世界には愛しかない」、「大人は信じてくれない」といった作品を手掛けた池田一真が監督を務めている。振付はTAKAHIRO（上野隆博）が担当した。ビデオのフル公開に先立って、同年5月より放送されたテレビドラマ『残酷な観客達』のエンディング映像の中でミュージック・ビデオの一部が公開されていた。ビデオは、木造校舎内でメンバーが激しい雨風に打たれ濡れながら髪を振り乱して踊るダンスシーンや、机が積み重なった空間でのパフォーマンスシーン、メンバーが一斉に髪留めのゴムを飛ばすシーン、靴を手に持ち振り回すシーンなど複数の場面で構成されている。

### 評価
rockinon.comの渡邉満理奈は、このビデオについて映画『台風クラブ』のオマージュだと評した。渡邉はビデオと映画とで共通するシーンをいくつかあげ、「（略）大人のどんな嘘でも見透かしてしまうような平手友梨奈の鋭い目つき、特異な存在感を中心に、どこかヒリヒリとしたオーラを纏う欅坂46というグループだからこそ、『台風クラブ』と溶け合って、また新たに誰かの心に刻まれるようなセンセーショナルな作品が完成したのだろう」とコメントしている。ドワンゴジェイピーの高橋学は、監督である池田と振付師TAKAHIROのコンビネーションに言及し、「ダンスは独創的ながら的確に今作の歌詞の世界観をとらえ（ている）」と評している。さらにビデオそのものを称賛し「アイドルの枠を超えて今年度…いやここ数年でも最高傑作のMVだと言っても過言ではないだろう」とコメントしている。RBB TODAYは、「タイトルの“エキセントリック=変わり者”からも分かるように今回公開となったミュージックビデオは欅坂46らしい個性的なものに仕上がっている」と評している。

## ライブ・パフォーマンス
「エキセントリック」は、2017年4月6日に代々木第一体育館で開催されたグループのデビュー1周年イベント『デビュー1周年記念ライブ』で披露された。このイベントではアンコール含め26曲が披露され、「エキセントリック」は20曲目にパフォーマンスされた。この時、彼女らはメンバー一人ひとりが異なるヒップホップ風の衣装に身を包み、曲に合わせラップを披露している。2017年5月3日に開催された日本のファッションイベント『GirlsAward 2017 SPRING/SUMMER』でも楽曲は披露された。同イベントでは「二人セゾン」「エキセントリック」「不協和音」の3曲が披露され、「エキセントリック」は2曲目にパフォーマンスされている。メンバーらは「エキセントリック」のパフォーマンスに当たり、「二人セゾン」まで一つに結んでいた髪を解いてわしゃわしゃとかき回し、さらに履いていた靴の片足を脱ぎ、頭上で振り回すというパフォーマンスを行った。
楽曲は、地上波テレビにおいては2017年7月1日に放送された日本テレビの音楽特番で初めてライブ・パフォーマンスされた。この時、彼女らは曲のサビ部分で自身の履いていた片方のクツを投げ捨てるパフォーマンスを行った。『女性自身』はこのパフォーマンスについて「観客やほかのアーティストの度肝を抜いた」とコメントしている。

## 選抜メンバー
- 石森虹花、今泉佑唯、上村莉菜、尾関梨香、織田奈那、小池美波、小林由依、齋藤冬優花、佐藤詩織、志田愛佳、菅井友香、鈴本美愉、長沢菜々香、土生瑞穂、原田葵、平手友梨奈、守屋茜、米谷奈々未、渡辺梨加、渡邉理佐、長濱ねる[15]

## チャート
| チャート（2017年）                   | 最高 順位 |
| ------------------------------------ | --------- |
| 日本 (Billboard Japan Hot 100)       | 12        |
| 日本 (Billboard Japan Hot Buzz Song) | 7         |